# 1454
Portal Geschichte | Portal Biografien | Aktuelle Ereignisse | Jahreskalender | Tagesartikel

◄ |
14. Jahrhundert |
15. Jahrhundert
| 16. Jahrhundert | ►

◄ |
1420er |
1430er |
1440er |
1450er
| 1460er | 1470er | 1480er | ►

◄◄ |
◄ |
1450 |
1451 |
1452 |
1453 |
1454
| 1455 | 1456 | 1457 | 1458 | ► | ►►
Staatsoberhäupter  · Nekrolog
| Januar | Januar | Januar | Januar | Januar | Januar | Januar | Januar |
| Kw     | Mo     | Di     | Mi     | Do     | Fr     | Sa     | So     |
| ------ | ------ | ------ | ------ | ------ | ------ | ------ | ------ |
| 1      |        | 1      | 2      | 3      | 4      | 5      | 6      |
| 2      | 7      | 8      | 9      | 10     | 11     | 12     | 13     |
| 3      | 14     | 15     | 16     | 17     | 18     | 19     | 20     |
| 4      | 21     | 22     | 23     | 24     | 25     | 26     | 27     |
| 5      | 28     | 29     | 30     | 31     |        |        |        |

| Februar | Februar | Februar | Februar | Februar | Februar | Februar | Februar |
| Kw      | Mo      | Di      | Mi      | Do      | Fr      | Sa      | So      |
| ------- | ------- | ------- | ------- | ------- | ------- | ------- | ------- |
| 5       |         |         |         |         | 1       | 2       | 3       |
| 6       | 4       | 5       | 6       | 7       | 8       | 9       | 10      |
| 7       | 11      | 12      | 13      | 14      | 15      | 16      | 17      |
| 8       | 18      | 19      | 20      | 21      | 22      | 23      | 24      |
| 9       | 25      | 26      | 27      | 28      |         |         |         |

| März | März | März | März | März | März | März | März |
| Kw   | Mo   | Di   | Mi   | Do   | Fr   | Sa   | So   |
| ---- | ---- | ---- | ---- | ---- | ---- | ---- | ---- |
| 9    |      |      |      |      | 1    | 2    | 3    |
| 10   | 4    | 5    | 6    | 7    | 8    | 9    | 10   |
| 11   | 11   | 12   | 13   | 14   | 15   | 16   | 17   |
| 12   | 18   | 19   | 20   | 21   | 22   | 23   | 24   |
| 13   | 25   | 26   | 27   | 28   | 29   | 30   | 31   |

| April | April | April | April | April | April | April | April |
| Kw    | Mo    | Di    | Mi    | Do    | Fr    | Sa    | So    |
| ----- | ----- | ----- | ----- | ----- | ----- | ----- | ----- |
| 14    | 1     | 2     | 3     | 4     | 5     | 6     | 7     |
| 15    | 8     | 9     | 10    | 11    | 12    | 13    | 14    |
| 16    | 15    | 16    | 17    | 18    | 19    | 20    | 21    |
| 17    | 22    | 23    | 24    | 25    | 26    | 27    | 28    |
| 18    | 29    | 30    |       |       |       |       |       |

| Mai | Mai | Mai | Mai | Mai | Mai | Mai | Mai |
| Kw  | Mo  | Di  | Mi  | Do  | Fr  | Sa  | So  |
| 18  |     |     | 1   | 2   | 3   | 4   | 5   |
| 19  | 6   | 7   | 8   | 9   | 10  | 11  | 12  |
| 20  | 13  | 14  | 15  | 16  | 17  | 18  | 19  |
| 21  | 20  | 21  | 22  | 23  | 24  | 25  | 26  |
| 22  | 27  | 28  | 29  | 30  | 31  |     |     |
| --- | --- | --- | --- | --- | --- | --- | --- |

| Juni | Juni | Juni | Juni | Juni | Juni | Juni | Juni |
| Kw   | Mo   | Di   | Mi   | Do   | Fr   | Sa   | So   |
| ---- | ---- | ---- | ---- | ---- | ---- | ---- | ---- |
| 22   |      |      |      |      |      | 1    | 2    |
| 23   | 3    | 4    | 5    | 6    | 7    | 8    | 9    |
| 24   | 10   | 11   | 12   | 13   | 14   | 15   | 16   |
| 25   | 17   | 18   | 19   | 20   | 21   | 22   | 23   |
| 26   | 24   | 25   | 26   | 27   | 28   | 29   | 30   |

| Juli | Juli | Juli | Juli | Juli | Juli | Juli | Juli |
| Kw   | Mo   | Di   | Mi   | Do   | Fr   | Sa   | So   |
| ---- | ---- | ---- | ---- | ---- | ---- | ---- | ---- |
| 27   | 1    | 2    | 3    | 4    | 5    | 6    | 7    |
| 28   | 8    | 9    | 10   | 11   | 12   | 13   | 14   |
| 29   | 15   | 16   | 17   | 18   | 19   | 20   | 21   |
| 30   | 22   | 23   | 24   | 25   | 26   | 27   | 28   |
| 31   | 29   | 30   | 31   |      |      |      |      |

| August | August | August | August | August | August | August | August |
| Kw     | Mo     | Di     | Mi     | Do     | Fr     | Sa     | So     |
| ------ | ------ | ------ | ------ | ------ | ------ | ------ | ------ |
| 31     |        |        |        | 1      | 2      | 3      | 4      |
| 32     | 5      | 6      | 7      | 8      | 9      | 10     | 11     |
| 33     | 12     | 13     | 14     | 15     | 16     | 17     | 18     |
| 34     | 19     | 20     | 21     | 22     | 23     | 24     | 25     |
| 35     | 26     | 27     | 28     | 29     | 30     | 31     |        |

| September | September | September | September | September | September | September | September |
| Kw        | Mo        | Di        | Mi        | Do        | Fr        | Sa        | So        |
| --------- | --------- | --------- | --------- | --------- | --------- | --------- | --------- |
| 35        |           |           |           |           |           |           | 1         |
| 36        | 2         | 3         | 4         | 5         | 6         | 7         | 8         |
| 37        | 9         | 10        | 11        | 12        | 13        | 14        | 15        |
| 38        | 16        | 17        | 18        | 19        | 20        | 21        | 22        |
| 39        | 23        | 24        | 25        | 26        | 27        | 28        | 29        |
| 40        | 30        |           |           |           |           |           |           |

| Oktober | Oktober | Oktober | Oktober | Oktober | Oktober | Oktober | Oktober |
| Kw      | Mo      | Di      | Mi      | Do      | Fr      | Sa      | So      |
| ------- | ------- | ------- | ------- | ------- | ------- | ------- | ------- |
| 40      |         | 1       | 2       | 3       | 4       | 5       | 6       |
| 41      | 7       | 8       | 9       | 10      | 11      | 12      | 13      |
| 42      | 14      | 15      | 16      | 17      | 18      | 19      | 20      |
| 43      | 21      | 22      | 23      | 24      | 25      | 26      | 27      |
| 44      | 28      | 29      | 30      | 31      |         |         |         |

| November | November | November | November | November | November | November | November |
| Kw       | Mo       | Di       | Mi       | Do       | Fr       | Sa       | So       |
| -------- | -------- | -------- | -------- | -------- | -------- | -------- | -------- |
| 44       |          |          |          |          | 1        | 2        | 3        |
| 45       | 4        | 5        | 6        | 7        | 8        | 9        | 10       |
| 46       | 11       | 12       | 13       | 14       | 15       | 16       | 17       |
| 47       | 18       | 19       | 20       | 21       | 22       | 23       | 24       |
| 48       | 25       | 26       | 27       | 28       | 29       | 30       |          |

| Dezember | Dezember | Dezember | Dezember | Dezember | Dezember | Dezember | Dezember |
| Kw       | Mo       | Di       | Mi       | Do       | Fr       | Sa       | So       |
| -------- | -------- | -------- | -------- | -------- | -------- | -------- | -------- |
| 48       |          |          |          |          |          |          | 1        |
| 49       | 2        | 3        | 4        | 5        | 6        | 7        | 8        |
| 50       | 9        | 10       | 11       | 12       | 13       | 14       | 15       |
| 51       | 16       | 17       | 18       | 19       | 20       | 21       | 22       |
| 52       | 23       | 24       | 25       | 26       | 27       | 28       | 29       |
| 1        | 30       | 31       |          |          |          |          |          |

| Januar | Januar | Januar | Januar | Januar | Januar | Januar | Januar |
| Kw     | Mo     | Di     | Mi     | Do     | Fr     | Sa     | So     |
| ------ | ------ | ------ | ------ | ------ | ------ | ------ | ------ |
| 1      |        | 1      | 2      | 3      | 4      | 5      | 6      |
| 2      | 7      | 8      | 9      | 10     | 11     | 12     | 13     |
| 3      | 14     | 15     | 16     | 17     | 18     | 19     | 20     |
| 4      | 21     | 22     | 23     | 24     | 25     | 26     | 27     |
| 5      | 28     | 29     | 30     | 31     |        |        |        |

| Februar | Februar | Februar | Februar | Februar | Februar | Februar | Februar |
| Kw      | Mo      | Di      | Mi      | Do      | Fr      | Sa      | So      |
| ------- | ------- | ------- | ------- | ------- | ------- | ------- | ------- |
| 5       |         |         |         |         | 1       | 2       | 3       |
| 6       | 4       | 5       | 6       | 7       | 8       | 9       | 10      |
| 7       | 11      | 12      | 13      | 14      | 15      | 16      | 17      |
| 8       | 18      | 19      | 20      | 21      | 22      | 23      | 24      |
| 9       | 25      | 26      | 27      | 28      |         |         |         |

| März | März | März | März | März | März | März | März |
| Kw   | Mo   | Di   | Mi   | Do   | Fr   | Sa   | So   |
| ---- | ---- | ---- | ---- | ---- | ---- | ---- | ---- |
| 9    |      |      |      |      | 1    | 2    | 3    |
| 10   | 4    | 5    | 6    | 7    | 8    | 9    | 10   |
| 11   | 11   | 12   | 13   | 14   | 15   | 16   | 17   |
| 12   | 18   | 19   | 20   | 21   | 22   | 23   | 24   |
| 13   | 25   | 26   | 27   | 28   | 29   | 30   | 31   |

| April | April | April | April | April | April | April | April |
| Kw    | Mo    | Di    | Mi    | Do    | Fr    | Sa    | So    |
| ----- | ----- | ----- | ----- | ----- | ----- | ----- | ----- |
| 14    | 1     | 2     | 3     | 4     | 5     | 6     | 7     |
| 15    | 8     | 9     | 10    | 11    | 12    | 13    | 14    |
| 16    | 15    | 16    | 17    | 18    | 19    | 20    | 21    |
| 17    | 22    | 23    | 24    | 25    | 26    | 27    | 28    |
| 18    | 29    | 30    |       |       |       |       |       |

| Mai | Mai | Mai | Mai | Mai | Mai | Mai | Mai |
| Kw  | Mo  | Di  | Mi  | Do  | Fr  | Sa  | So  |
| 18  |     |     | 1   | 2   | 3   | 4   | 5   |
| 19  | 6   | 7   | 8   | 9   | 10  | 11  | 12  |
| 20  | 13  | 14  | 15  | 16  | 17  | 18  | 19  |
| 21  | 20  | 21  | 22  | 23  | 24  | 25  | 26  |
| 22  | 27  | 28  | 29  | 30  | 31  |     |     |
| --- | --- | --- | --- | --- | --- | --- | --- |

| Juni | Juni | Juni | Juni | Juni | Juni | Juni | Juni |
| Kw   | Mo   | Di   | Mi   | Do   | Fr   | Sa   | So   |
| ---- | ---- | ---- | ---- | ---- | ---- | ---- | ---- |
| 22   |      |      |      |      |      | 1    | 2    |
| 23   | 3    | 4    | 5    | 6    | 7    | 8    | 9    |
| 24   | 10   | 11   | 12   | 13   | 14   | 15   | 16   |
| 25   | 17   | 18   | 19   | 20   | 21   | 22   | 23   |
| 26   | 24   | 25   | 26   | 27   | 28   | 29   | 30   |

| Juli | Juli | Juli | Juli | Juli | Juli | Juli | Juli |
| Kw   | Mo   | Di   | Mi   | Do   | Fr   | Sa   | So   |
| ---- | ---- | ---- | ---- | ---- | ---- | ---- | ---- |
| 27   | 1    | 2    | 3    | 4    | 5    | 6    | 7    |
| 28   | 8    | 9    | 10   | 11   | 12   | 13   | 14   |
| 29   | 15   | 16   | 17   | 18   | 19   | 20   | 21   |
| 30   | 22   | 23   | 24   | 25   | 26   | 27   | 28   |
| 31   | 29   | 30   | 31   |      |      |      |      |

| August | August | August | August | August | August | August | August |
| Kw     | Mo     | Di     | Mi     | Do     | Fr     | Sa     | So     |
| ------ | ------ | ------ | ------ | ------ | ------ | ------ | ------ |
| 31     |        |        |        | 1      | 2      | 3      | 4      |
| 32     | 5      | 6      | 7      | 8      | 9      | 10     | 11     |
| 33     | 12     | 13     | 14     | 15     | 16     | 17     | 18     |
| 34     | 19     | 20     | 21     | 22     | 23     | 24     | 25     |
| 35     | 26     | 27     | 28     | 29     | 30     | 31     |        |

| September | September | September | September | September | September | September | September |
| Kw        | Mo        | Di        | Mi        | Do        | Fr        | Sa        | So        |
| --------- | --------- | --------- | --------- | --------- | --------- | --------- | --------- |
| 35        |           |           |           |           |           |           | 1         |
| 36        | 2         | 3         | 4         | 5         | 6         | 7         | 8         |
| 37        | 9         | 10        | 11        | 12        | 13        | 14        | 15        |
| 38        | 16        | 17        | 18        | 19        | 20        | 21        | 22        |
| 39        | 23        | 24        | 25        | 26        | 27        | 28        | 29        |
| 40        | 30        |           |           |           |           |           |           |

| Oktober | Oktober | Oktober | Oktober | Oktober | Oktober | Oktober | Oktober |
| Kw      | Mo      | Di      | Mi      | Do      | Fr      | Sa      | So      |
| ------- | ------- | ------- | ------- | ------- | ------- | ------- | ------- |
| 40      |         | 1       | 2       | 3       | 4       | 5       | 6       |
| 41      | 7       | 8       | 9       | 10      | 11      | 12      | 13      |
| 42      | 14      | 15      | 16      | 17      | 18      | 19      | 20      |
| 43      | 21      | 22      | 23      | 24      | 25      | 26      | 27      |
| 44      | 28      | 29      | 30      | 31      |         |         |         |

| November | November | November | November | November | November | November | November |
| Kw       | Mo       | Di       | Mi       | Do       | Fr       | Sa       | So       |
| -------- | -------- | -------- | -------- | -------- | -------- | -------- | -------- |
| 44       |          |          |          |          | 1        | 2        | 3        |
| 45       | 4        | 5        | 6        | 7        | 8        | 9        | 10       |
| 46       | 11       | 12       | 13       | 14       | 15       | 16       | 17       |
| 47       | 18       | 19       | 20       | 21       | 22       | 23       | 24       |
| 48       | 25       | 26       | 27       | 28       | 29       | 30       |          |

| Dezember | Dezember | Dezember | Dezember | Dezember | Dezember | Dezember | Dezember |
| Kw       | Mo       | Di       | Mi       | Do       | Fr       | Sa       | So       |
| -------- | -------- | -------- | -------- | -------- | -------- | -------- | -------- |
| 48       |          |          |          |          |          |          | 1        |
| 49       | 2        | 3        | 4        | 5        | 6        | 7        | 8        |
| 50       | 9        | 10       | 11       | 12       | 13       | 14       | 15       |
| 51       | 16       | 17       | 18       | 19       | 20       | 21       | 22       |
| 52       | 23       | 24       | 25       | 26       | 27       | 28       | 29       |
| 1        | 30       | 31       |          |          |          |          |          |

## Ereignisse

### Politik und Weltgeschehen

#### Dreizehnjähriger Krieg
- 4. Februar: Nachdem der Kaiser den Preußischen Bund von Hansestädten und Adeligen auf Betreiben des Deutschen Ordens für rechtswidrig erklärt hat, kündigt der Bund dem Orden den Gehorsam und eröffnet unter Anlehnung an den polnischen König gegen den Deutschen Orden den Dreizehnjährigen Krieg.
- 10. Februar: Der polnische König Kasimir IV. Jagiełło heiratet Elisabeth von Habsburg, die Tochter des deutschen Königs Albrecht II. und Enkeltochter Kaiser Sigismunds. Diese Heirat bekräftigt Ansprüche der Jagiellonen auf Kronen von Ungarn und Böhmen und verstärkt die Verbindungen zwischen dem Haus Habsburg und den Jagiellonen. Während der Hochzeitsfeier werben Vertreter des Preußischen Bundes um Hilfe gegen den Deutschen Orden und erhalten Unterstützungszusagen von Kasimir.
- Im Statut von Nieszawa erzwingt der polnische Adel diverse Privilegien von König  vor dem Krieg gegen den Deutschen Orden.
- 18. September: In der Schlacht bei Konitz kann das zahlenmäßig deutlich unterlegene Aufgebot des Deutschen Ordens das polnische Heer des Königs Kasimir IV. Jagiello vernichtend schlagen.

#### Osmanisches Reich / Balkan

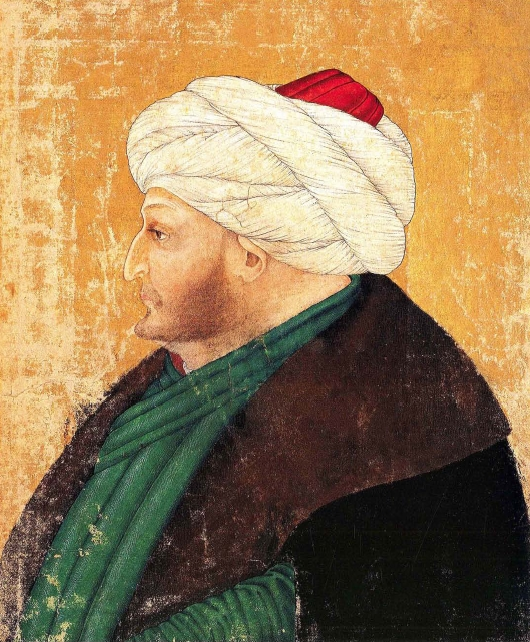
Sultan Mehmed II.

- Die Osmanen erobern große Teile Serbiens. Der serbische Despot Đurađ Branković wirbt in Ungarn und Wien vergeblich um Unterstützung für seinen Abwehrkampf.

#### Mitteleuropa
- 9. April: Der Frieden von Lodi beendet die kriegerischen Auseinandersetzungen zwischen der Republik Venedig und dem Herzogtum Mailand. Venedig anerkennt Francesco I. Sforza als Herzog von Mailand und erhält dafür die Stadt Crema. Der Fluss Adda wird für 300 Jahre Grenzlinie zwischen den beiden Staaten. Im August wird auch Florenz in die Friedensordnung einbezogen. Wenig später treten auch Papst Nikolaus V. und das Königreich Neapel dem Frieden bei und begründen damit eine Pentarchie in Italien.
- November: In Lüneburg erstellen 60 Bürger den Forderungskatalog der Sechziger an den neuen Rat der Stadt.
- Schaffhausen schließt ein fünfundzwanzigjähriges Bündnis mit der Schweizer Eidgenossenschaft ab.

#### Westeuropa

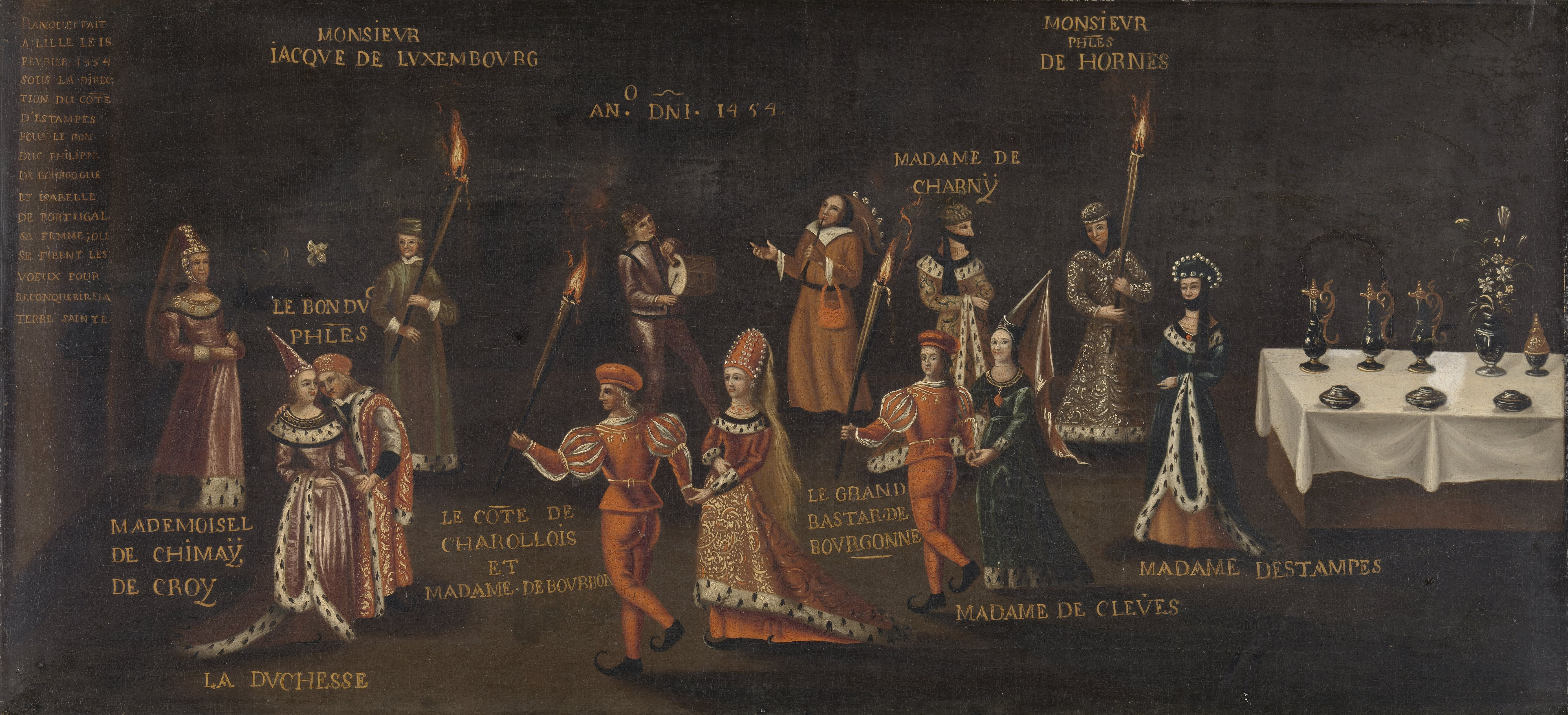
Anonyme Darstellung
aus dem 16. Jahrhundert

- 17. Februar: Am Hof des burgundischen Herzogs Philipps des Guten in Lille findet das Fasanenfest statt, mit dem die Kreuzzugsidee in Europa neu entfacht werden soll.
- 27. März: Wegen der beim englischen König Heinrich VI. aufgetretenen Geistesschwäche wird Richard Plantagenet, 3. Duke of York Reichsprotektor.
- 8. Mai: Seigneur Jean I. von Monaco hinterlässt bei seinem Tod ein Testament, das für die Erbfolge der Grimaldi bis heute von Bedeutung ist und das eine subsidiäre weibliche Erbfolge vorsieht. Jeans Sohn Catalano wird neuer Herr von Monaco.

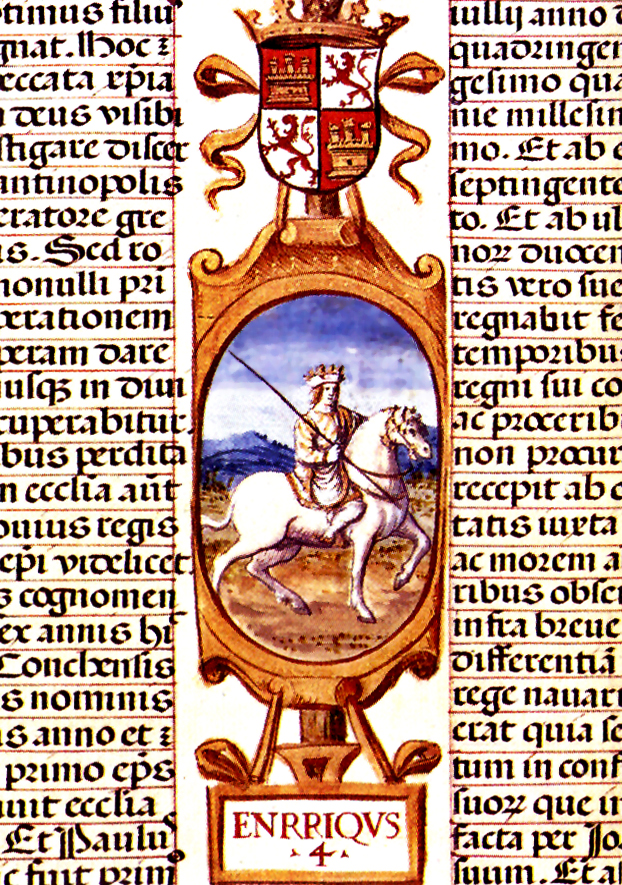
Heinrich IV. auf einer zeitgenössischen Miniatur

- 20. Juli: Nach dem Tod Johanns II. wird sein Sohn Heinrich IV. König von Kastilien.
- Muhammad XI., der seine Herrschaft als Emir von Granada vor allem auf die Sippe der Banigash stützt, wird von den Abencerragen mit Hilfe des Königreichs Kastilien gestürzt. Deren Favorit Abu Nasr Saʿd wird neuer Emir. Als Muhammad versucht, neuerlich die Macht an sich zu reißen wird er gefangen genommen und mit seinen Söhnen in der Alhambra hingerichtet.

### Wirtschaft
- Wirtschaftsgeschichte der Republik Venedig: Venedig und Genua schließen Handelsabkommen mit dem osmanischen Sultan Mehmed II.

### Kultur
- Oktober: Auf dem Reichstag in Frankfurt werden die ersten Gutenberg-Bibeln zum Verkauf angeboten.

### Gesellschaft
- 30. Oktober: Der spätere Herzog Karl der Kühne von Burgund heiratet in Lille in zweiter Ehe Isabelle de Bourbon.

### Religion

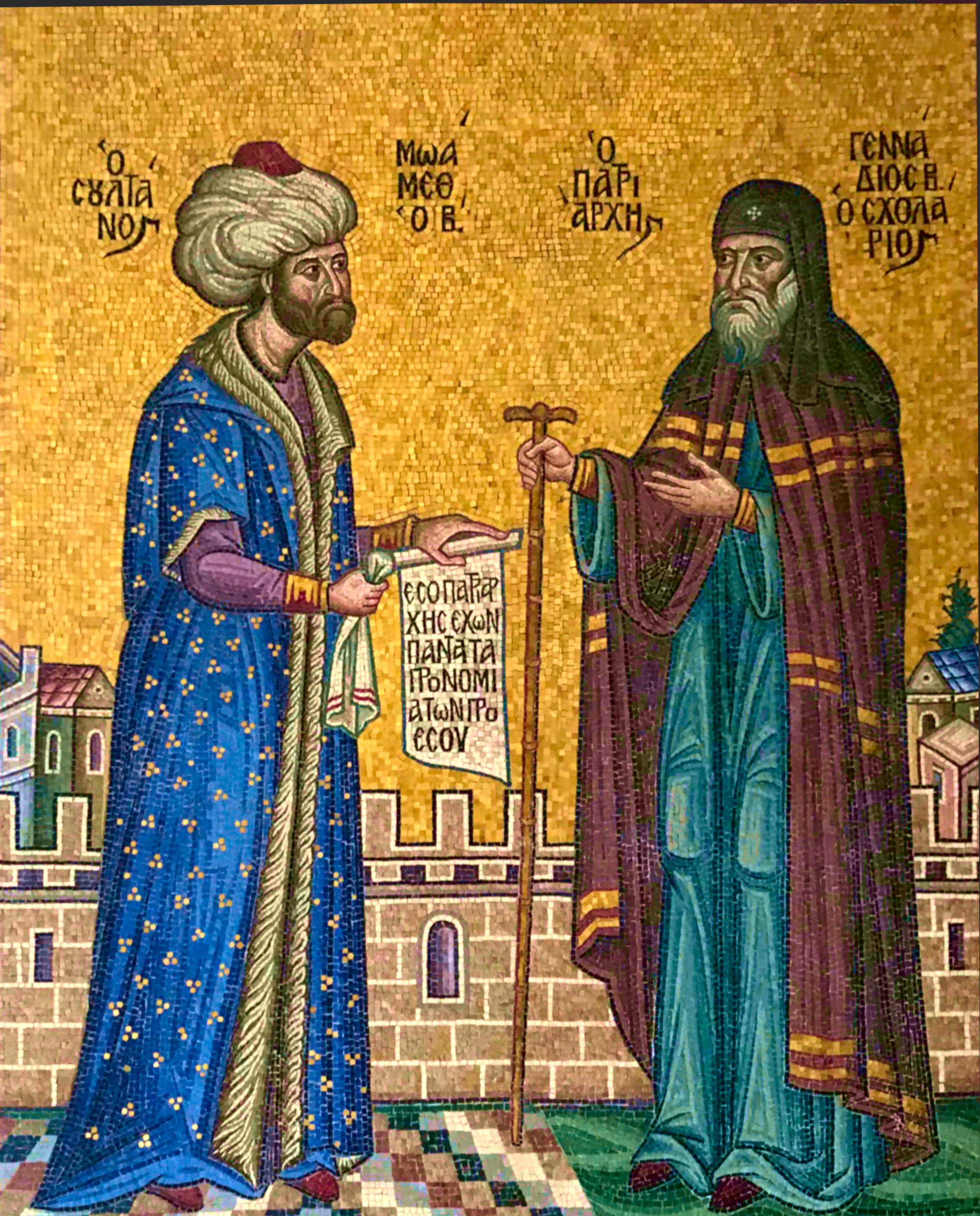
Mehmed II. und Gennadios II. Scholarios

- Mit Duldung durch Sultan Mehmed II. wird von Gennadios Scholarios, dem Patriarchen von Konstantinopel, das ökumenische Patriarchat von Konstantinopel errichtet, und der Patriarch dadurch zum Oberhaupt aller orthodoxen Christen im osmanischen Reich.

## Historische Urkunden, Karten und Ansichten

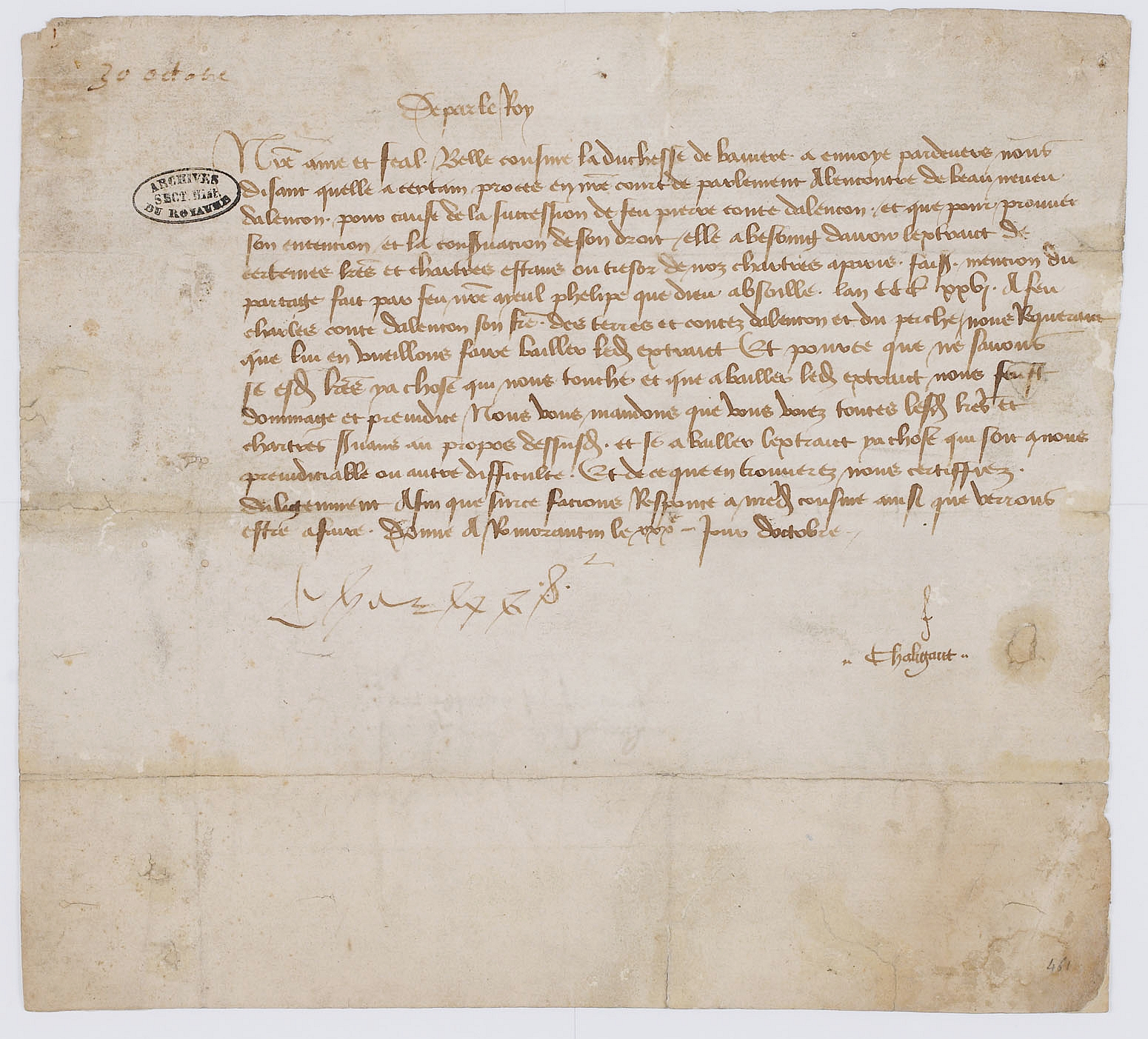
Eigenhändige Unterschrift Karls VII. von Frankreich auf einem Brief vom 30. Oktober 1454

## Geboren

### Geburtsdatum gesichert
- 21. Mai: Hermolaus Barbarus, italienischer Scholastiker, Dichter und Humanist († 1493)
- 28. Mai, 29. Mai oder 3. Juni: Bogislaw X., Herzog von Pommern († 1523)
- 09. Juni: Barbara von Bayern, wittelsbachische Prinzessin und Klarissin in München († 1472)
- 14. Juli: Angelo Poliziano, italienischer Humanist und Dichter († 1494)
- 12. September: Johann Wassenberch, Duisburger Geistlicher und Chronist († 1517?)
- 24. September: Gerold Edlibach, Zürcher Chronist und Ratsherr († 1530)

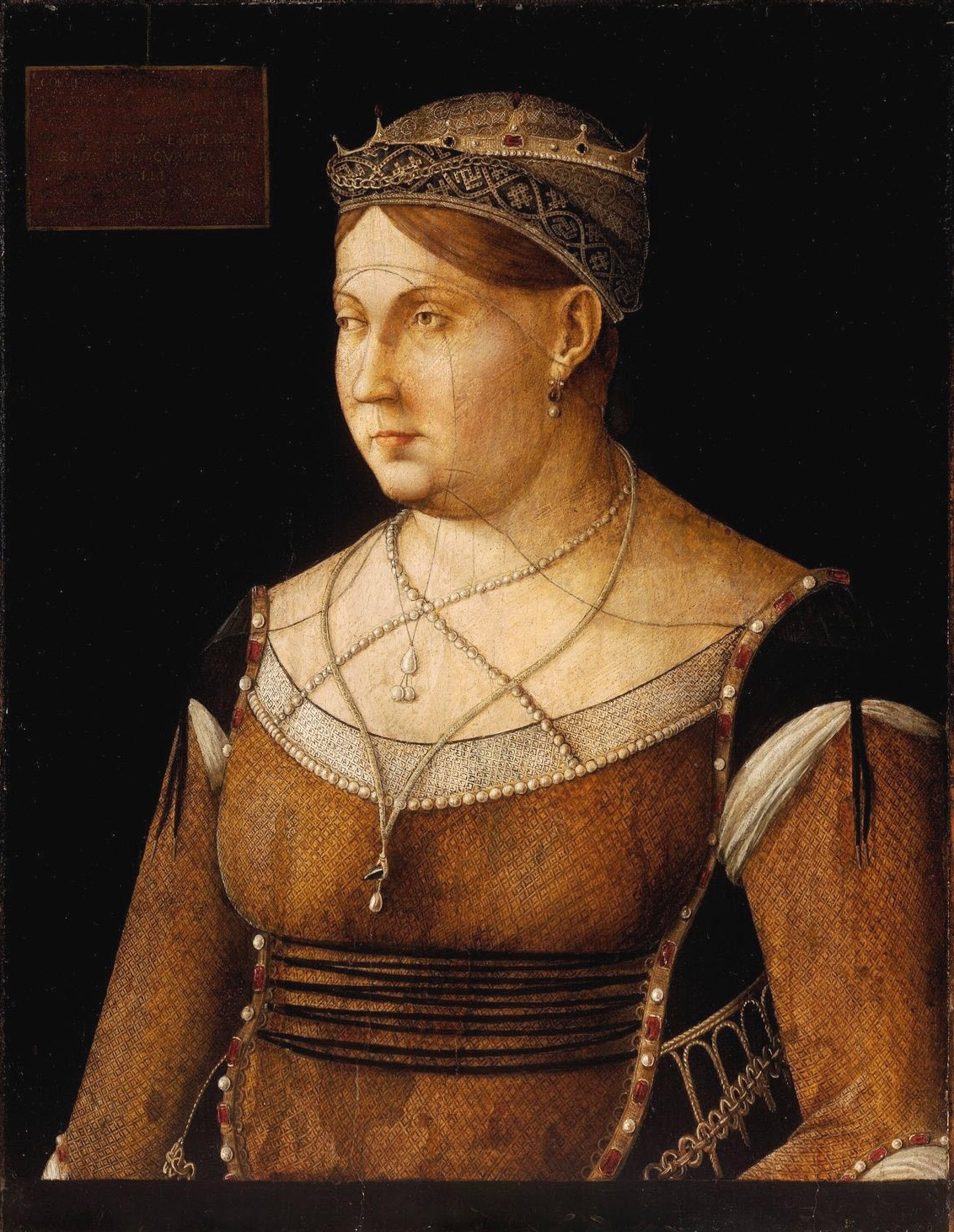
Caterina Cornaro

- 25. November: Caterina Cornaro, Königin von Zypern († 1510)

### Genaues Geburtsdatum unbekannt
- Chödrag Gyatsho, 7. Karmapa der Karma-Kagyü-Schule des tibetischen Buddhismus († 1506)
- Ernst, Fürst von Anhalt-Dessau († 1516)
- Georg II., Fürst von Anhalt-Köthen († 1509)
- John Maxwell, 3. Lord Maxwell, schottischer Adeliger († 1513)
- René, Herzog von Alençon und Graf von Le Perche († 1492)
- Johannes Scheyring, Rektor der Universität Leipzig, Domherr in Magdeburg († 1516)
- Teodoro Trivulzio, italienisch-französischer Heerführer und Marschall von Frankreich († 1532)
- Bernardino Fernández de Velasco y Mendoza, spanischer Adeliger, Heerführer und Politiker († 1512)

### Geboren um 1454
- Alexander Stewart, 1. Duke of Albany, schottischer Adeliger († 1485)
- Edo Wiemken der Jüngere, ostfriesischer Häuptling, Herr von Jever († 1511)

## Gestorben

### Todesdatum gesichert
- vor dem 14. Februar: Herbert Maxwell, 1. Lord Maxwell, schottischer Adeliger
- 04. März: Hynek Kruschina von Lichtenburg, böhmischer hussitischer Befehlshaber sowie Landeshauptmann und Pfandinhaber von Glatz, Münsterberg und Frankenstein (* 1392)
- 22. März: John Kemp, Erzbischof von Canterbury und Lordkanzler (* 1380)
- 08. Mai: Jean I., Seigneur von Monaco (* 1382)
- 19. Mai: Johannes XIII. Haes, Bischof von Olmütz
- 19. Mai: Jean de Lastic, Großmeister des Johanniterordens auf Rhodos (* 1371)
- 27. Juni: Heinrich Tocke, deutscher Theologe (* um 1390)
- 20. Juli: Johann II., König von Kastilien (* 1405)
- 18. September: Rudolf, Herzog von Sagan und Söldnerführer des Deutschen Ordens (* 1411/18)
- 27. Oktober: Magdalena von Brandenburg, Herzogin von Braunschweig-Lüneburg (* um 1412)
- 12. Dezember: Jean d’Arces, Erzbischof von Tarentaise (* um 1370)

### Genaues Todesdatum unbekannt
- Francesco Barbaro, venezianischer Humanist und Diplomat (* 1390)
- Muhammad XI., Sultan von Granada